# Good People
Good People è un film del 2014 diretto da Henrik Ruben Genz.
La pellicola è l'adattamento cinematografico del romanzo del 2008 Brava gente (Good People) scritto da Marcus Sakey.

## Trama
Tom e Anna Wright, una coppia di americani trasferitasi a Londra, cerca di sbarcare il lunario facendo lavoretti a basso costo: lui è un architetto paesaggista che ristruttura case per pochi spiccioli, e lei è una insegnante elementare. Un giorno scoprono nel loro seminterrato il cadavere del loro affittuario Ben, un losco figuro che lavorava per lo spacciatore Jack Witkowski; quando la polizia va via dalla scena, scoprono nel controsoffitto una borsa piena di soldi che decidono di tenere per cercare di tirarsi fuori dai debiti e mettere su famiglia. Senza volerlo però si ritrovano in mezzo ad una sanguinosa lotta tra Witkowski e il criminale Khan, appena arrivato in città, al quale Ben e Witkowski avevano rubato i soldi. Ad aiutarli, solo il detective John Halden, un poliziotto tormentato dalla morte della figlia Julia, tossicodipendente alla quale Witkowski forniva la droga.

## Produzione
La produzione del film inizia nel maggio 2013 mentre le riprese partono il 1º giugno ai Shepperton Studios per poi spostarsi a Londra.

### Cast
Il ruolo di Anna Wright è stato inizialmente offerto all'attrice Jessica Chastain, che dovette rifiutare per il sovrapporsi del progetto con altri già concordati in precedenza.

## Distribuzione
Il primo trailer del film viene diffuso il 9 maggio 2014.

### Divieto
Il film è stato distribuito nelle sale cinematografiche statunitensi il 26 settembre 2014.
Il film viene vietato ai minori di 18 anni non accompagnati da adulti negli Stati Uniti d'America per la presenza di violenza sanguinosa e linguaggio non adatto.